# Robert A. Borski

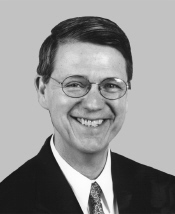
Robert A. Borski

Robert Anthony Borski Jr. (* 20. Oktober 1948 in Philadelphia, Pennsylvania) ist ein US-amerikanischer Politiker. Zwischen 1983 und 2003 vertrat er den Bundesstaat Pennsylvania im US-Repräsentantenhaus.

## Werdegang
Robert Borski besuchte bis 1966 die Frankford High School in Philadelphia und studierte danach bis 1971 an der University of Baltimore in Maryland. Später arbeitete er als Börsenmakler. Gleichzeitig schlug er als Mitglied der Demokratischen Partei eine politische Laufbahn ein. Zwischen 1976 und 1982 saß er als Abgeordneter im Repräsentantenhaus von Pennsylvania.
Bei den Kongresswahlen des Jahres 1982 wurde Borski im dritten Wahlbezirk von Pennsylvania in das US-Repräsentantenhaus in Washington, D.C. gewählt, wo er am 3. Januar 1983 die Nachfolge von Joseph Francis Smith antrat. Nach neun Wiederwahlen konnte er bis zum 3. Januar 2003 zehn Legislaturperioden im Kongress absolvieren. In diese Zeit fielen die Terroranschläge am 11. September 2001 und der Beginn des Irakkrieges. 2002 war Borski einer von 81 demokratischen Kongressabgeordneten, die für den Militäreinsatz im Irak votierten. Im selben Jahr verzichtete er auf eine weitere Kandidatur.
Nach dem Ende seiner Zeit im US-Repräsentantenhaus gründete Robert Borski die Lobbyfirma Borski Associates. Im Jahr 2010 zählte ihn das Politics Magazine zu den einflussreichsten Demokratischen Politikern in Pennsylvania.